# Żabokliki-Kolonia
Żabokliki-Kolonia – wieś w Polsce położona w województwie mazowieckim, w powiecie siedleckim, w gminie Siedlce.  Ma status sołectwa. Leży 4 km na północny wschód od centrum Siedlec.
Wierni Kościoła rzymskokatolickiego należą do parafii św. Maksymiliana Marii Kolbego w Siedlcach.
W latach 1975–1998 miejscowość administracyjnie należała do województwa siedleckiego.